# Roberta Gomes Chacon
Roberta Gomes Chacon (1980) es una bióloga, botánica, taxónoma, y curadora brasileña.

## Biografía
En 2004 obtuvo la licenciatura en Ciencias Biológicas por el Centro Universitário de Brasília, y la maestría en botánica, supervisada por la Dra. Taciana Cavalcanti, defendiendo la tesis: "Ochnaceae s.s. nos estados de Goiás e Tocantins, Brasil" Archivado el 11 de mayo de 2016 en Wayback Machine., por la Universidad de Brasilia (2011).
Desde 2011 trabaja como investigadora y curadora en el Herbario Ezechias Paulo Heringer del jardín Botánico de Brasilia. Responsable de la organización sistemática del acervo del herbario ; intercambia especímenes vegetales con otras instituciones nacionales e internacionales; supervisión del personal Caesb en estudios de impacto ambiental en la Estación Ecológica del Jardín Botánico; estudio e identificación florística; preparación de informes; flora coordinar la revisión del plan de gestión EEJBB; supervisión y capacitación de alumnos; base de datos de la formación; Servicio Al Cliente; órgano representativo en INCT Herbario Virtual flora y hongos del proyecto y proyecto SIBBr (Sistema de Información sobre la Biodiversidad de Brasil); apoyo técnico a otros sectores del órgano. Editora adjunta de la revista Heringeriana (impresa y en línea), publicado por el Jardín Botánico.

## Algunas publicaciones
- CHACON, R. G. ; YAMAMOTO, K. ; CAVALCANTI, T. B. 2011. Ouratea lancifolia R.G.Chacon & K.Yamamoto (Ochnaceae), uma nova espécie do Cerrado, Brasil. Revista Brasileira de Botânica (impreso) 34: 603-605

- AMARAL, A. G. ; MUNHOZ, C. B. R. ; CHACON, R. G. ; HAIDAR, R. F. ; MARTINS, R. C. ; PIERUCETTI, R. L. ; LAGO, F. P. L. S. 2010. Diversidade beta da comunidade herbáceo-arbustiva da Estação Ecológica do Jardim Botânico de Brasília: subsídios para o manejo e conservação. Heringeriana 4: 10-19

- CHACON, R. G. ; MARTINS, R. C. ; AZEVEDO, I. N. C. ; OLIVEIRA, M. S. ; PAIVA, V. F. 2009. Florística da Estação Ecológica do Jardim Botânico de Brasília e do Jardim Botânico de Brasília. Heringeriana 3: 11-78

- YAMAMOTO, K. ; CHACON, R. G. ; PROENÇA, C. E. B. ; CAVALCANTI, T. B. ; GRACIANO, D. 2008. A distinctive new species of Ouratea (Ochnaceae) from the Jalapão Region, Tocantins, Brazil. Novon (Saint Louis) 18: 29-35

### Capítulos de libros publicados
- CHACON, R. G. ; YAMAMOTO, K. ; CARDOSO, D. B. O. ; FERES, F. ; FRAGA, C. N. 2010. Ochnaceae DC. En Forzza, R.C. et al (orgs.) Catálogo de Plantas e Fungos do Brasil. Río de Janeiro: Andrea Jakobsson Estúdio, vv. 2, p. 1333-1339

- AGUIAR, S. N. F. ; MARTINS, R. C. ; CHACON, R. G. ; MOREIRA, K. R. S. ; AZEVEDO, I. N. C. ; OLIVEIRA, M. S. ; PAIVA, V. F. 2007. Vegetação e Flora do Jardim Botânico de Brasília e Estação Ecológica do Jardim Botânico. En Anajúlia E. Heringer Salles (orgs.) Jardim Botânico de Brasília Diversidade e Conservação. Brasília: Dupligráfica Editora Ltda. p. 32-68

- AGUIAR, S. N. F. ; CHACON, R. G. ; MARTINS, R. C. 2007. Herbário Ezechias Paulo Heringer - HEPH. En Anajúlia E. Heringer Salles (orgs.) Jardim Botânico de Brasília Diversidade e Conservação. Brasília: Dupligráfica Editora Ltda. p. 280-285

- CHACON, R.G., YAMAMOTO, K. & CAVALCANTI, T.B. 2003. Ochnaceae. En Flora do Distrito Federal, Brasil. (T.B. Cavalcanti & A.E. Ramos, orgs.) Stilo Gráfica e Editora, Brasília, vv.3, p. 206-226

## Honores

### Membresías
- Sociedad Botánica de Brasil[6]

- 2013 - actual. Periódico: Heringeriana

### Revisora de periódicos
- 2007 - 2008. Periódico: Boletim do Herbário Ezechias Paulo Heringer